# Championnat de France féminin de football de deuxième division 1983-1984
Navigation
Édition précédente Édition suivante
Le Division 2 1983-1984  est la 2e édition du Championnat de France féminin de football de seconde division. 
Les premiers niveaux nationaux du championnat féminin ont un format particulier lors de cette saison. En effet, au début, l'ensemble des équipes de première et deuxième division s'affrontent lors d'une phase commune opposant quarante-huit clubs répartis dans huit groupes de six équipes, en une série de douze rencontres jouées durant la première partie de la saison de football. Les trois meilleures équipes de chaque groupe sont alors qualifiées pour participer à la Division 1 et les trois dernières participent à la Division 2. 
Dans un deuxième temps, les équipes participantes au championnat de deuxième division sont réparties en quatre groupes de six équipes qui s'affrontent à deux reprises durant la deuxième moitié de la saison. Les meilleures équipes de chaque groupe se qualifient ensuite pour les demi-finales, avant que les deux meilleures équipes ne s'affrontent lors de la finale du championnat à la fin de la saison.
Les deux équipes terminant aux deux dernières places d'un de ces quatre nouveaux groupes, sont quant à elles reléguées en division inférieure.
Lors de l'exercice précédent, le SMUC Saint-Joseph, l’Étoile de Menton, le Toulouse OM, le Langon FC, l'AS Gagnerie, l'US Villaines, le Tours EC, le FCE Le Neubourg, le Poissy JSF, l'AC Cambrésien, l'ASFF Épinal, et l'AS Toussieu, ont gagné le droit de participer au tournoi préliminaire après avoir remporté leurs compétitions régionales respectives. 
À l'issue de la saison, le FCE Le Neubourg décroche le premier titre de champion de France de deuxième division de son histoire en battant en finale l'AS Saint-Quentin sur le score de un but à zéro. Dans le bas du classement, le FC Baldersheim, le FF Choletais, le Dreux Femmes, l'ASFF Épinal, l'US Mans et l’Étoile de Menton, sont relégués en division inférieure. L'AAJ Blois et le FR Sessenheim sont quant à eux relégués pour des raisons administratives et financières.

## Participants
Ces tableaux présentent les vingt-quatre équipes qualifiées pour disputer le championnat 1983-1984. On y trouve le nom des clubs, la date de création du club, l'année de la dernière accession à la seconde division, la division dans laquelle ils évoluaient auparavant, le nom des stades ainsi que la capacité de ces derniers.
Le championnat comprend quatre groupes de six équipes.
Légende des couleurs
- Champion de Division 2 la saison précédente.
- Promu de division inférieure.

| \| ES Arpajonnaise SMUC Saint-Joseph Olympique de Marseille ASPTT Bordeaux AS Toussieu Étoile de Menton \| Localisation des clubs engagés dans le groupe A du championnat. |
| ES Arpajonnaise SMUC Saint-Joseph Olympique de Marseille ASPTT Bordeaux AS Toussieu Étoile de Menton                                                                       |

| Nom du club            | Date de création | Dernière accession | Division 1983-1984 | Stade                 | Capacité | Vict. |
| ---------------------- | ---------------- | ------------------ | ------------------ | --------------------- | -------- | ----- |
| ES Arpajonnaise        | -                | 1983               | D1                 | Stade du Pont         | -        | /     |
| Olympique de Marseille | 1920             | 1983               | D1                 | Stade de la Pépinière | -        | /     |
| ASPTT Bordeaux         | -                | 1982               | D2                 | -                     | -        | /     |
| AS Toussieu            | 1971             | 1983               | Div. Inf.          | -                     | -        | /     |
| Étoile de Menton       | -                | 1983               | Div. Inf.          | -                     | -        | /     |
| SMUC Saint-Joseph      | -                | 1983               | Div. Inf.          | Stade Flotte          | -        | /     |

| \| FC Bergot FF Choletais AAJ Blois AS Gagnerie Langon FC Tours EC \| Localisation des clubs engagés dans le groupe B du championnat. |
| FC Bergot FF Choletais AAJ Blois AS Gagnerie Langon FC Tours EC                                                                       |

| Nom du club  | Date de création | Dernière accession | Division 1983-1984 | Stade                               | Capacité | Vict. |
| ------------ | ---------------- | ------------------ | ------------------ | ----------------------------------- | -------- | ----- |
| FC Bergot    | 1974             | 1983               | D1                 | Stade Kérédern                      | -        | /     |
| FF Choletais | -                | 1983               | D1                 | -                                   | -        | /     |
| AAJ Blois    | -                | 1982               | D2                 | -                                   | -        | /     |
| AS Gagnerie  | 1973             | 1983               | Div. Inf.          | Stade Val de Chézine                | 300      | /     |
| Langon FC    | -                | 1983               | Div. Inf.          | Stade Octave Octavin                | -        | /     |
| Tours EC     | -                | 1983               | Div. Inf.          | Stade de la Vallée du Cher (Annexe) | -        | /     |

| \| Dreux Femmes FOS Hem Paris SG US Mans AC Cambrésien FCE Le Neubourg \| Localisation des clubs engagés dans le groupe C du championnat. |
| Dreux Femmes FOS Hem Paris SG US Mans AC Cambrésien FCE Le Neubourg                                                                       |

| Nom du club     | Date de création | Dernière accession | Division 1983-1984 | Stade                      | Capacité | Vict. |
| --------------- | ---------------- | ------------------ | ------------------ | -------------------------- | -------- | ----- |
| Dreux Femmes    | -                | 1982               | D2                 | -                          | -        | /     |
| FOS Hem         | 1970             | 1982               | D2                 | -                          | -        | /     |
| Paris SG        | 1971             | 1982               | D2                 | Stade Georges Lefevre      | 3 500    | /     |
| US Mans         | 1983             | 1982               | D2                 | Stade Léon-Bollée (Annexe) | 4 000    | /     |
| AC Cambrésien   | -                | 1983               | Div. Inf.          | -                          | -        | /     |
| FCE Le Neubourg | -                | 1983               | Div. Inf.          | Stade Marcel Guillot       | -        | /     |

| \| AS Nancy-Lorraine AS Saint-Quentin FR Sessenheim AS Valentigney FC Baldersheim ASFF Épinal \| Localisation des clubs engagés dans le groupe D du championnat. |
| AS Nancy-Lorraine AS Saint-Quentin FR Sessenheim AS Valentigney FC Baldersheim ASFF Épinal                                                                       |

| Nom du club       | Date de création | Dernière accession | Division 1983-1984 | Stade                       | Capacité | Vict. |
| ----------------- | ---------------- | ------------------ | ------------------ | --------------------------- | -------- | ----- |
| AS Nancy-Lorraine | -                | 1983               | D1                 | Stade Marcel-Picot (Annexe) | -        | /     |
| AS Saint-Quentin  | 1980             | 1983               | D1                 | Stade Philippe Roth         | -        | /     |
| FR Sessenheim     | -                | 1983               | D1                 | -                           | -        | /     |
| AS Valentigney    | 1974             | 1982               | D2                 | Stade des Longines          | -        | /     |
| FC Baldersheim    | -                | 1982               | D2                 | -                           | -        | /     |
| ASFF Épinal       | -                | 1983               | Div. Inf.          | -                           | -        | /     |

## Compétition

### Tour préliminaire
Le tour préliminaire est composé des quarante-huit équipes de Division 1 et de Division 2 qui sont réparties dans huit groupes de six.
Le classement est calculé avec le barème de points suivant : une victoire vaut deux points, le match nul un et la défaite zéro.
Critères de départage en cas d'égalité au classement :
1. classement aux points des matchs joués entre les clubs ex æquo ;
2. différence entre les buts marqués et les buts concédés par chacun d’eux au cours des matchs qui les ont opposés ;
3. différence entre les buts marqués et les buts concédés sur la totalité des matchs joués dans le championnat ;
4. plus grand nombre de buts marqués sur la totalité des matchs joués dans le championnat ;
5. en cas de nouvelle égalité, une rencontre supplémentaire aura lieu sur terrain neutre avec, éventuellement, l’épreuve des tirs au but.

Légende des couleurs
- Joue le titre de Division 1.
- Joue le titre de Division 2 et la relégation.
- T : Tenant du titre.
- P : Promu de division inférieure.

Source : Erik Garin et Hervé Morard, « France - List of Women Final Tables », sur rsssf.com
| Cls | Equipe                 | Pts |
| --- | ---------------------- | --- |
| 1   | FCF Valence            | 17  |
| 2   | US Cannes-Bocca        | 13  |
| 3   | Grenoble FF            | 13  |
| 4   | SMUC Saint-Joseph P    | 8   |
| 5   | Olympique de Marseille | 6   |
| 6   | Étoile de Menton P     | 1   |

| Cls | Equipe          | Pts |
| --- | --------------- | --- |
| 1   | ASJ Soyaux      | 17  |
| 2   | ASF Muret       | 15  |
| 3   | Toulouse OM P   | 11  |
| 4   | ASPTT Bordeaux  | 7   |
| 5   | ES Arpajonnaise | 6   |
| 6   | Langon FC P     | 4   |

| Cls | Equipe           | Pts |
| --- | ---------------- | --- |
| 1   | Saint-Brieuc SC  | 18  |
| 2   | Stade quimperois | 14  |
| 3   | US Montfaucon    | 12  |
| 4   | AS Gagnerie P    | 7   |
| 5   | FC Bergot        | 5   |
| 6   | FF Choletais     | 4   |

| Cls | Equipe         | Pts |
| --- | -------------- | --- |
| 1   | US Orléans     | 18  |
| 2   | FCF Condéen T  | 17  |
| 3   | US Villaines P | 8   |
| 4   | Tours EC P     | 8   |
| 5   | AAJ Blois      | 5   |
| 6   | US Mans        | 4   |

| Cls | Equipe             | Pts |
| --- | ------------------ | --- |
| 1   | FCF Hénin-Beaumont | 18  |
| 2   | ES Juvisy-sur-Orge | 17  |
| 3   | AO Boranaise       | 12  |
| 4   | Paris SG           | 7   |
| 5   | FOS Hem            | 4   |
| 6   | FCE Le Neubourg P  | 3   |

| Cls | Equipe           | Pts |
| --- | ---------------- | --- |
| 1   | VGA Saint-Maur   | 20  |
| 2   | AS Étrœungt      | 16  |
| 3   | Poissy JSF P     | 10  |
| 4   | AS Saint-Quentin | 8   |
| 5   | AC Cambrésien P  | 6   |
| 6   | Dreux Femmes     | 0   |

| Cls | Equipe            | Pts |
| --- | ----------------- | --- |
| 1   | FC Vendenheim     | 16  |
| 2   | Stade de Reims    | 15  |
| 3   | FC Metz           | 14  |
| 4   | AS Nancy-Lorraine | 9   |
| 5   | FR Sessenheim     | 6   |
| 6   | ASFF Épinal P     | 0   |

| Cls | Equipe         | Pts |
| --- | -------------- | --- |
| 1   | Caluire SCSC   | 16  |
| 2   | FC Lyon        | 14  |
| 3   | AS Moulins     | 13  |
| 4   | AS Valentigney | 11  |
| 5   | FC Baldersheim | 3   |
| 6   | AS Toussieu P  | 3   |

### Tour principal de deuxième division
Pour le tour principal de première division, voir l'article sur la Division 1 1983-1984.
Classement
Le classement est calculé avec le barème de points suivant : une victoire vaut deux points, le match nul un et la défaite zéro.
Critères de départage en cas d'égalité au classement :
1. classement aux points des matchs joués entre les clubs ex æquo ;
2. différence entre les buts marqués et les buts concédés par chacun d’eux au cours des matchs qui les ont opposés ;
3. différence entre les buts marqués et les buts concédés sur la totalité des matchs joués dans le championnat ;
4. plus grand nombre de buts marqués sur la totalité des matchs joués dans le championnat ;
5. en cas de nouvelle égalité, une rencontre supplémentaire aura lieu sur terrain neutre avec, éventuellement, l’épreuve des tirs au but.

Légende des couleurs
- Qualifié pour les demi-finales de la compétition.
- Relégué en division inférieure.
- P : Promu de division inférieure.

Source : Erik Garin et Hervé Morard, « France - List of Women Final Tables », sur rsssf.com
| Cls | Equipe                 | Pts |
| --- | ---------------------- | --- |
| 1   | ASPTT Bordeaux         | 14  |
| 2   | SMUC Saint-Joseph P    | 12  |
| 3   | AS Toussieu P          | 11  |
| 4   | ES Arpajonnaise        | 11  |
| 5   | Olympique de Marseille | 7   |
| 6   | Étoile de Menton P     | 5   |

| Cls | Equipe        | Pts |
| --- | ------------- | --- |
| 1   | Tours EC P    | 14  |
| 2   | FC Bergot     | 10  |
| 3   | Langon FC P   | 9   |
| 4   | AAJ Blois     | 9   |
| 5   | AS Gagnerie P | 8   |
| 6   | FF Choletais  | 8   |

| Cls | Equipe            | Pts |
| --- | ----------------- | --- |
| 1   | FCE Le Neubourg P | 14  |
| 2   | AC Cambrésien P   | 14  |
| 3   | FOS Hem           | 13  |
| 4   | Paris SG          | 12  |
| 5   | US Mans           | 3   |
| 6   | Dreux Femmes      | 2   |

| Cls | Equipe            | Pts |
| --- | ----------------- | --- |
| 1   | AS Saint-Quentin  | 16  |
| 2   | FR Sessenheim     | 12  |
| 3   | AS Nancy-Lorraine | 10  |
| 4   | AS Valentigney    | 9   |
| 5   | FC Baldersheim    | 7   |
| 6   | ASFF Épinal P     | 3   |

Nota :
1. 1 2  L'AS Gagnerie et l'Olympique de Marseille profitent du désistement de quatre autres clubs pour conserver leur place lors de la saison suivante.
2. 1 2  Certains clubs sont relégués administrativement bien qu'ayant obtenu le maintien sportivement, pour des raisons financières.

Résultats

### Phase finale
Source : Erik Garin et Hervé Morard, « France - List of Women Final Tables », sur rsssf.com
|  |                 |                 |                  |                  |   |   |  |  |  |  |  |  |                 |  |  |  |
|  |                 |                 |                  |                  |   |   |  |  |  |  |  |  |                 |  |  |  |
|  |                 |                 |                  |                  |   |   |  |  |  |  |  |  | Sully-sur-Loire |  |  |  |
|  |                 |                 |                  |                  |   |   |  |  |  |  |  |  |                 |  |  |  |
|  |                 |                 |                  |                  |   |   |  |  |  |  |  |  |                 |  |  |  |
|  |                 |                 |                  |                  |   |   |  |  |  |  |  |  |                 |  |  |  |
|  |                 |                 |                  |                  |   |   |  |  |  |  |  |  |                 |  |  |  |
|  | 1er gr.B        | Tours EC        | 1                | 0                |   |   |  |  |  |  |  |  |                 |  |  |  |
|  | 1er gr.B        | Tours EC        | 1                | 0                |   |   |  |  |  |  |  |  |                 |  |  |  |
|  |                 |                 | 1er gr.C         | FCE Le Neubourg  | 1 | 0 |  |  |  |  |  |  |                 |  |  |  |
|  |                 |                 |                  |                  | 1 | 0 |  |  |  |  |  |  |                 |  |  |  |
|  |                 |                 |                  |                  |   |   |  |  |  |  |  |  |                 |  |  |  |
|  |                 |                 |                  |                  |   |   |  |  |  |  |  |  |                 |  |  |  |
|  | FCE Le Neubourg | FCE Le Neubourg | 1                | 1                |   |   |  |  |  |  |  |  |                 |  |  |  |
|  | FCE Le Neubourg | FCE Le Neubourg | 1                | 1                |   |   |  |  |  |  |  |  |                 |  |  |  |
|  |                 |                 | AS Saint-Quentin | AS Saint-Quentin | 0 | 0 |  |  |  |  |  |  |                 |  |  |  |
|  |                 |                 |                  |                  | 0 | 0 |  |  |  |  |  |  |                 |  |  |  |
|  |                 |                 |                  |                  |   |   |  |  |  |  |  |  |                 |  |  |  |
|  |                 |                 |                  |                  |   |   |  |  |  |  |  |  |                 |  |  |  |
|  | 1er gr.A        | ASPTT Bordeaux  | 2                | 2                |   |   |  |  |  |  |  |  |                 |  |  |  |
|  | 1er gr.A        | ASPTT Bordeaux  | 2                | 2                |   |   |  |  |  |  |  |  |                 |  |  |  |
|  |                 |                 | 1er gr.D         | AS Saint-Quentin | 2 | 5 |  |  |  |  |  |  |                 |  |  |  |
|  |                 |                 |                  |                  | 2 | 5 |  |  |  |  |  |  |                 |  |  |  |
|  |                 |                 |                  |                  |   |   |  |  |  |  |  |  |                 |  |  |  |
|  |                 |                 |                  |                  |   |   |  |  |  |  |  |  |                 |  |  |  |
|  |                 |                 |                  |                  |   |   |  |  |  |  |  |  |                 |  |  |  |
|  |                 |                 |                  |                  |   |   |  |  |  |  |  |  |                 |  |  |  |

## Bilan de la saison
| Championnat de France féminin de football de deuxième division 1983-1984 |                             |
| Champion                                                                 | FCE Le Neubourg (1er titre) |
| Dauphin                                                                  | AS Saint-Quentin            |
| Promotions et relégations                                                |                             |
| Promus en Division 1/2 (Tour préliminaire)                               | ASPTT Strasbourg            |
| Promus en Division 1/2 (Tour préliminaire)                               | Toulouse OAC                |
| Promus en Division 1/2 (Tour préliminaire)                               | AC Gy                       |
| Promus en Division 1/2 (Tour préliminaire)                               | UA Valettoise               |
| Promus en Division 1/2 (Tour préliminaire)                               | PF Cavaillon                |
| Promus en Division 1/2 (Tour préliminaire)                               | AC Landouge                 |
| Promus en Division 1/2 (Tour préliminaire)                               | AC Abbeville                |
| Promus en Division 1/2 (Tour préliminaire)                               | FC Riom                     |
| Promus en Division 1/2 (Tour préliminaire)                               | FC Sens                     |
| Promus en Division 1/2 (Tour préliminaire)                               | UC Bricquebec               |
| Relégués en Division d'Honneur                                           | FC Baldersheim              |
| Relégués en Division d'Honneur                                           | AAJ Blois                   |
| Relégués en Division d'Honneur                                           | FF Choletais                |
| Relégués en Division d'Honneur                                           | Dreux Femmes                |
| Relégués en Division d'Honneur                                           | ASFF Épinal                 |
| Relégués en Division d'Honneur                                           | Le Mans FC                  |
| Relégués en Division d'Honneur                                           | Étoile de Menton            |
| Relégués en Division d'Honneur                                           | FR Sessenheim               |